# Trichius orientalis
Trichius orientalis är en skalbaggsart som beskrevs av Edmund Reitter 1894. Trichius orientalis ingår i släktet Trichius och familjen Cetoniidae. IUCN kategoriserar arten globalt som nära hotad. Inga underarter finns listade i Catalogue of Life.